# Åke Fridell
Åke Fridell, född 23 juni 1919 i Gävle Heliga Trefaldighets församling i Gävleborgs län, död 26 augusti 1985 i Sankt Görans församling i Stockholm, var en svensk skådespelare. Han var systerson till grafikern Axel Fridell.

## Biografi
Åke Fridell växte upp i Falun och arbetade först som springschas och därefter som expedit i en färgaffär. Han spelade också en del amatörteater. I 20-årsåldern flyttade han till Stockholm, där han började ta sånglektioner för Nils Strandberg.
Fridell studerade drama för Axel Witzansky. Han scendebuterade 1944, och fram till 1965 var han engagerad vid Malmö stadsteater och Helsingborgs stadsteater. Där gav Ingmar Bergman honom den första stora scenrollen i Jacobowsky och översten.
Han filmdebuterade 1944 och kom att medverka i drygt 70 film- och TV-produktioner. Fridell gestaltade ofta glada, bullriga och livsnjutande gestalter. Särskilt bör här framhållas hans roller i en rad filmer av Ingmar Bergman såsom Gycklarnas afton, Det sjunde inseglet, Ansiktet och Sommarnattens leende samt Smultronstället . Hos Jan Troell medverkade han i Här har du ditt liv liksom i tv-serierna Bombi Bitt och jag och Markurells i Wadköping. En av hans sista roller var 1971 som kompromisslös konstnär i Lars Molins Badjävlar. Fridell gör en av rösterna i den tecknade filmen Sagan om Karl-Bertil Jonssons julafton som har sänts i Sveriges Television varje jul sedan 1975. Han är begravd på Norslunds kyrkogård i Falun.
Åke Fridell var 1951–1959 gift med Maja Stina Nystedt (född 1927) och deras dotter är Katarina Fridell (född 1951), gift med konstnären Nils Ekwall.

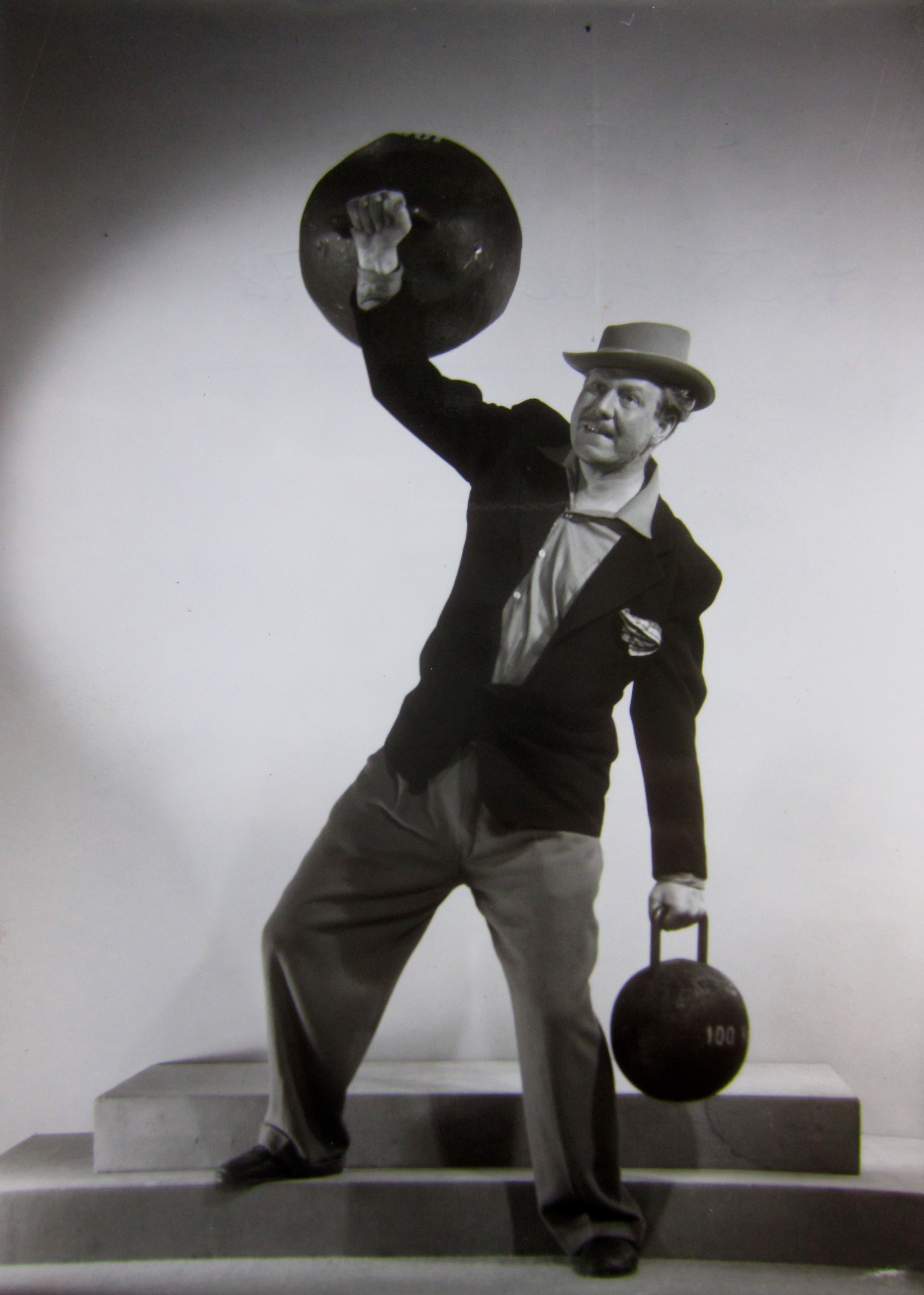
Åke Fridell. Fotograf: Louis Huch.

## Filmografi i urval
- 1944 – Vi behöver varann
- 1944 – Flickan och Djävulen
- 1946 – Det regnar på vår kärlek
- 1946 – När ängarna blommar
- 1947 – Onda ögon
- 1947 – Krigsmans erinran
- 1947 – Skepp till Indialand
- 1948 – Robinson i Roslagen
- 1948 – Jag är med eder...
- 1948 – Lars Hård
- 1948 – Främmande hamn
- 1949 – Huset nr 17
- 1949 – Fängelse
- 1949 – Kvinnan som försvann
- 1949 – Bara en mor
- 1949 – Gatan
- 1949 – Sjösalavår
- 1949 – Smeder på luffen
- 1950 – Restaurant Intim
- 1950 – Två trappor över gården
- 1950 – Hjärter Knekt
- 1950 – Regementets ros
- 1951 – Starkare än lagen
- 1951 – Spöke på semester
- 1951 – Fröken Julie
- 1951 – Dårskapens hus
- 1952 – När syrenerna blomma
- 1952 – Farlig kurva
- 1953 – Malin går hem
- 1953 – Gycklarnas afton
- 1953 – Sommaren med Monika
- 1953 – Ursula – flickan i finnskogarna
- 1955 – Sommarnattens leende
- 1955 – Luffaren och Rasmus
- 1957 – En drömmares vandring
- 1957 – Smultronstället
- 1957 – Det sjunde inseglet
- 1958 – Ansiktet
- 1958 – Bock i örtagård
- 1959 – Lejon på stan
- 1960 – Kärlekens decimaler
- 1961 – Pärlemor
- 1962 – Nils Holgerssons underbara resa
- 1962 – Chans
- 1963 – Mordvapen till salu
- 1964 – Svenska bilder
- 1964 – Drömpojken
- 1965 – Pang i bygget
- 1966 – Hemsöborna (TV-serie)
- 1966 – Träfracken
- 1966 – Här har du ditt liv
- 1968 – Komedi i Hägerskog
- 1968 – Bombi Bitt och jag (TV-serie)
- 1968 – Markurells i Wadköping (TV-serie)
- 1969 – Kameleonterna
- 1969 – Mej och dej
- 1970 – Kyrkoherden
- 1970 – Röda rummet (TV-serie)
- 1971 – Badjävlar (TV)
- 1971 – Dagmars heta trosor
- 1971 – Utvandrarna
- 1972–1973 – Ett resande teatersällskap (TV-serie)
- 1973 – Skotten i Sandarne (TV)
- 1973 – Pappas pojkar (TV-serie)
- 1974 – Kvarteret Oron (TV-serie)
- 1975 – Garaget
- 1975 – Sängkamrater
- 1975 – Tjocka släkten (TV-serie)
- 1975 – Sagan om Karl-Bertil Jonssons julafton (TV)
- 1976 – Det är nu livet börjar (TV)
- 1978 – Bevisbördan (TV-serie)
- 1983 – Lita på Don Juan (TV)
- 1984 – Haren och vråken (TV)
- 1985 – Den tragiska historien om Hamlet – prins av Danmark (TV-serie)

## Teater

### Roller
| År   | Roll                       | Produktion                                                                          | Regi                 | Teater                        |
| ---- | -------------------------- | ----------------------------------------------------------------------------------- | -------------------- | ----------------------------- |
| 1943 | Karlsson                   | Tivolit Ingmar Bergman                                                              | Ingmar Bergman       | Stockholms studentteater      |
| 1944 | Järnvägskungen             | Spelhuset Hjalmar Bergman                                                           | Ingmar Bergman       | Dramatikerstudion             |
| 1944 |                            | Vår väg mot framtiden Rudolf Värnlund                                               | Ingrid Luterkort     | Dramatikerstudion             |
| 1944 | Tegen                      | Aschebergskan på Widtskövle Brita von Horn och Elsa Collin                          | Ingmar Bergman       | Helsingborgs stadsteater      |
| 1944 |                            | Fan ger ett anbud Carl Erik Soya                                                    | Ingmar Bergman       | Helsingborgs stadsteater      |
| 1944 | Seyton                     | Macbeth William Shakespeare                                                         | Ingmar Bergman       | Helsingborgs stadsteater      |
| 1944 | Värdshusvärd               | Elddonet H.C. Andersen                                                              | Ingmar Bergman       | Helsingborgs stadsteater      |
| 1945 | Pere Noble                 | Kriss-Krass-Filibom, revy Rune Moberg och Sture Ericson                             | Ingmar Bergman       | Helsingborgs stadsteater      |
| 1945 |                            | Pelikanen August Strindberg                                                         | Sture Ericson        | Helsingborgs stadsteater      |
| 1945 | Översten                   | Jacobowsky och översten Franz Werfel                                                | Ingmar Bergman       | Helsingborgs stadsteater      |
| 1945 | Sixten Garberg             | Rabies Olle Hedberg                                                                 | Ingmar Bergman       | Helsingborgs stadsteater      |
| 1945 | Per Klockare               | Ett puzzlespel Kaj Munk                                                             | Sture Ericson        | Helsingborgs stadsteater      |
| 1946 | Pastor From                | Rekviem Björn-Erik Höijer                                                           | Ingmar Bergman       | Helsingborgs stadsteater      |
| 1950 | Aimable Castanier          | Bagarens hustru Marcel Pagnol                                                       | John Zacharias       | Helsingborgs stadsteater      |
| 1950 | Yussuf                     | Vävaren i Bagdad Hjalmar Bergman                                                    | Keve Hjelm           | Helsingborgs stadsteater      |
| 1951 | Dubouton                   | Millionären från Peru Hans Adler och Alexander Steinbrecher                         | John Zacharias       | Helsingborgs stadsteater      |
| 1951 | Lord Frobisher             | Jane W. Somerset Maugham                                                            | Ingrid Luterkort     | Helsingborgs stadsteater      |
| 1951 |                            | Ta hand om Amelie Georges Feydeau                                                   | Hjördis Petterson    | Intiman                       |
| 1951 | Farbror Louis              | Lyckliga tid Samuel A. Taylor                                                       | Ingrid Luterkort     | Helsingborgs stadsteater      |
| 1952 | Edgar                      | Dödsdansen August Strindberg                                                        | Keve Hjelm           | Helsingborgs stadsteater      |
| 1952 | Matros Turner              | Måsar över Sorrento Hugh Hastings                                                   | John Zacharias       | Helsingborgs stadsteater      |
| 1952 | Per Klockare               | Erasmus Montanus Ludvig Holberg                                                     | John Zacharias       | Helsingborgs stadsteater      |
| 1952 | Generalen                  | Komedin om oss myror Samuel Spewack                                                 | John Zacharias       | Helsingborgs stadsteater      |
| 1952 | Länsman                    | Kronbruden August Strindberg                                                        | Ingmar Bergman       | Malmö stadsteater             |
| 1953 | Boris Kolenkhov            | Komedin om oss människor Moss Hart och George S. Kaufman                            | Ingrid Luterkort     | Helsingborgs stadsteater      |
| 1953 | Tony Wendice               | Mord per telefon Frederick Knott                                                    | John Zacharias       | Helsingborgs stadsteater      |
| 1953 | Direktören                 | Apollon från Bellac Jean Giraudoux                                                  | Gunnar Olsson        | Helsingborgs stadsteater      |
| 1953 |                            | Av hjärtans lust Karl Ragnar Gierow                                                 | Gunnar Ekström       | Malmö stadsteater             |
| 1953 |                            | Jeppe på Berget Ludvig Holberg                                                      | Ebbe Linde           | Malmö stadsteater             |
| 1953 | Fadern                     | Sex roller söka en författare Luigi Pirandello                                      | Ingmar Bergman       | Malmö stadsteater             |
| 1953 | Kommunalordförande         | Slottet Max Brod efter en roman av Franz Kafka                                      | Ingmar Bergman       | Malmö stadsteater             |
| 1954 | Johansson                  | Spöksonaten August Strindberg                                                       | Ingmar Bergman       | Malmö stadsteater             |
| 1954 | Hjalmar Ekdahl             | Vildanden Henrik Ibsen                                                              | Lars-Levi Laestadius | Malmö stadsteater             |
| 1955 | Pierrot                    | Don Juan Molière                                                                    | Ingmar Bergman       | Malmö stadsteater             |
| 1955 | Överste Purdy              | Tehuset Augustimånen John Patrick                                                   | Ingmar Bergman       | Malmö stadsteater             |
| 1955 | Smeden                     | Trämålning Ingmar Bergman                                                           | Ingmar Bergman       | Malmö stadsteater             |
| 1955 | Laban                      | Lea och Rakel Vilhelm Moberg                                                        | Ingmar Bergman       | Malmö stadsteater             |
| 1956 | Robinzon                   | Bruden utan hemgift Aleksandr Ostrovskij                                            | Ingmar Bergman       | Malmö stadsteater             |
| 1956 |                            | Ornifle Jean Anouilh                                                                | Yngve Nordwall       | Malmö stadsteater             |
| 1956 |                            | Trojanska kriget blir inte av Jean Giraudoux                                        | Lars-Levi Laestadius | Malmö stadsteater             |
| 1956 | Jöran Persson              | Erik XIV August Strindberg                                                          | Ingmar Bergman       | Malmö stadsteater             |
| 1957 | Dovrekungen Hægstabonden   | Peer Gynt Henrik Ibsen                                                              | Ingmar Bergman       | Malmö stadsteater             |
| 1957 |                            | Eurydike Jean Anouilh                                                               | Lars-Levi Laestadius | Malmö stadsteater             |
| 1957 | Oronte                     | Misantropen Molière                                                                 | Ingmar Bergman       | Malmö stadsteater             |
| 1958 |                            | Herr Mississippis äktenskap Friedrich Dürrenmatt                                    | Lars-Levi Laestadius | Malmö stadsteater             |
| 1958 |                            | Melodi på lergök Lars-Levi Laestadius                                               | Lennart Olsson       | Malmö stadsteater             |
| 1958 |                            | Faust Johann Wolfgang von Goethe                                                    | Ingmar Bergman       | Malmö stadsteater             |
| 1958 | Sven Ersson i Hult         | Värmlänningarna Fredrik August Dahlgren och Andreas Randel                          | Ingmar Bergman       | Malmö stadsteater             |
| 1959 |                            | Isak Juntti hade många söner Björn-Erik Höijer                                      | Yngve Nordwall       | Malmö stadsteater             |
| 1959 | Don Lolo Zirafa            | Krukan Luigi Pirandello                                                             | Nils Olsén           | Dramaten                      |
| 1959 | Bertrand Barnier           | Oscar Claude Magnier                                                                | Gösta Folke          | Folkparksturné/ Lilla Teatern |
| 1960 |                            | Som man ropar i skogen... Aleksandr Ostrovskij                                      | Lars-Levi Laestadius | Malmö stadsteater             |
| 1960 | Bertrand Barnier           | Oscar - eller En halv million i kappsäcken (Oscar) Claude Magnier                   | Åke Engfeldt         | Malmö stadsteater             |
| 1960 | Shanaar                    | Tuppen Seán O'Casey                                                                 | Lars-Levi Laestadius | Stockholms stadsteater        |
| 1961 | Lopachin, köpman           | Körsbärsträdgården Anton Tjechov                                                    | Bengt Ekerot         | Stockholms stadsteater        |
| 1961 | Professor Kufman, djävulen | Violerna Georges Schehadé                                                           | Sam Besekow          | Stockholms stadsteater        |
| 1962 | Rudi                       | Sagoprinsen Vilhelm Moberg                                                          | Carl Johan Ström     | Stockholms stadsteater        |
| 1962 | Odysseus                   | Akilles och jungfrurna Artur Maria Swinarski                                        | Tore Karte           | Fredriksdalsteatern           |
| 1963 | Major Brounst              | Bara en barberare Georges Schehadé                                                  | Lars-Levi Laestadius | Stockholms stadsteater        |
| 1965 | Miles Gloriosus            | En kul grej hände på väg till Forum Stephen Sondheim, Burt Shevelove, Larry Gelbart | Gösta Bernhard       | Idéonteatern                  |
| 1966 | Horace Vandergelder        | Hello, Dolly! Michael Stewart och Jerry Herman                                      | Sven Aage Larsen     | Oscarsteatern                 |

## Radioteater

### Roller
| År   | Roll                     | Produktion                                        | Regi           |
| ---- | ------------------------ | ------------------------------------------------- | -------------- |
| 1951 | Freddy Sjöström          | Hillman & Son: Oskrivet blad Folke Mellvig        | Lars Madsén    |
| 1951 | Freddy Sjöström          | Hillman & Son: Mord på löpande band Folke Mellvig | Lars Madsén    |
| 1951 | Freddy Sjöström          | Hillman & Son: Matt med damen Folke Mellvig       | Lars Madsén    |
| 1960 | Karlsson, en skogvaktare | Jons födelsedag Inge Johansson                    | Helge Hagerman |

## Priser och utmärkelser
- 1959 – Thaliapriset

### Fotnoter
1. 1 2 3 4  ”Åke Fridell”. Svensk Filmdatabas. http://sfi.se/sv/svensk-filmdatabas/Item/?type=PERSON&itemid=61704&iv=BIOGRAPHY. Läst 14 augusti 2012.
2. ↑   Sveriges dödbok 1901-2013 Swedish death index 1901-2013 (Version 6.0). Solna: Sveriges släktforskarförbund. 2014. Libris 17007456. ISBN 9789187676642
3. ↑  Sveriges befolkning 1970, CD-ROM, Version 1.04, Sveriges Släktforskarförbund (2002).
4. ↑  Sveriges befolkning 1990, CD-ROM, Version 1.00, Riksarkivet (2011).
5. ↑  ”Tivolit”. Stiftelsen Ingmar Bergman. http://ingmarbergman.se/verk/tivolit. Läst 16 oktober 2015.
6. ↑  ”Spelhuset/Herr Sleeman kommer”. Stiftelsen Ingmar Bergman. http://ingmarbergman.se/verk/spelhusetherr-sleeman-kommer. Läst 16 oktober 2015.
7. ↑  ”Teater Musik Film”. Dagens Nyheter:  s. 14. 26 april 1944. Arkiverad från originalet den 24 november 2021. https://web.archive.org/web/20211124135759/https://cached-images.bonnier.news/swift/kb-archive-dn-web/helbild-dagens-nyheter-onsdag-26-april-1944-sida-14_1950.jpeg. Läst 24 november 2021.
8. ↑  ”Aschebergskan på Widtskövle”. Stiftelsen Ingmar Bergman. http://ingmarbergman.se/verk/aschebergskan-på-widtskövle. Läst 16 oktober 2015.
9. ↑  ”Fan ger ett anbud”. Stiftelsen Ingmar Bergman. http://ingmarbergman.se/verk/fan-ger-ett-anbud. Läst 16 oktober 2015.
10. ↑  ”Macbeth”. Stiftelsen Ingmar Bergman. http://ingmarbergman.se/verk/macbeth-0. Läst 16 oktober 2015.
11. ↑  ”Elddonet”. Stiftelsen Ingmar Bergman. http://ingmarbergman.se/verk/elddonet-0. Läst 16 oktober 2015.
12. ↑  ”Kriss-Krass-Filibom”. Stiftelsen Ingmar Bergman. http://ingmarbergman.se/verk/kriss-krass-filibom. Läst 16 oktober 2015.
13. ↑  ”Jacobowsky och översten”. Stiftelsen Ingmar Bergman. http://ingmarbergman.se/verk/jacobowsky-och-översten. Läst 16 oktober 2015.
14. ↑  ”Rabies”. Stiftelsen Ingmar Bergman. http://ingmarbergman.se/verk/rabies-0. Läst 16 oktober 2015.
15. ↑  ”Rekviem”. Stiftelsen Ingmar Bergman. http://ingmarbergman.se/verk/rekviem. Läst 16 oktober 2015.
16. ↑  Ebbe Linde (9 december 1950). ”Vävaren i Bagdad”. Dagens Nyheter:  s. 28. https://arkivet.dn.se/tidning/1950-12-09/334/28. Läst 3 juni 2018.
17. ↑  ”Teaterannons”. Dagens Nyheter:  s. 33. 5 oktober 1951. http://arkivet.dn.se/arkivet/tidning/1951-10-05/269/33. Läst 6 mars 2016.
18. ↑  ”Teater Film Musik: 'Lyckliga tid' i Hälsingborg”. Dagens Nyheter:  s. 11. 16 november 1951. https://arkivet.dn.se/tidning/1951-11-16/311/11. Läst 3 juni 2018.
19. ↑  ”Kronbruden”. Stiftelsen Ingmar Bergman. http://ingmarbergman.se/verk/kronbruden. Läst 17 oktober 2015.
20. ↑  ”'Slå nollan...' i Hälsingborg”. Dagens Nyheter:  s. 5. 5 mars 1953. https://arkivet.dn.se/tidning/1953-03-05/62/5. Läst 4 juni 2018.
21. ↑  ”Sex roller söka en författare”. Stiftelsen Ingmar Bergman. http://ingmarbergman.se/verk/sex-roller-söka-en-författare. Läst 15 oktober 2015.
22. ↑  ”Slottet”. Stiftelsen Ingmar Bergman. http://ingmarbergman.se/verk/slottet. Läst 15 oktober 2015.
23. ↑  ”Spöksonaten”. Stiftelsen Ingmar Bergman. http://ingmarbergman.se/verk/sp%C3%B6ksonaten. Läst 17 oktober 2015.
24. ↑  ”Don Juan”. Stiftelsen Ingmar Bergman. http://ingmarbergman.se/verk/don-juan. Läst 17 oktober 2015.
25. ↑  ”Tehuset Augustimånen”. Stiftelsen Ingmar Bergman. http://ingmarbergman.se/verk/tehuset-augustim%C3%A5nen. Läst 15 oktober 2015.
26. ↑  Sven Barthel (6 februari 1955). ”Ingmar Bergmans tehus”. Dagens Nyheter:  s. 18. http://arkivet.dn.se/arkivet/tidning/1955-02-06/35/18. Läst 22 augusti 2015.
27. ↑  ”Trämålning”. Stiftelsen Ingmar Bergman. http://ingmarbergman.se/verk/tr%C3%A4m%C3%A5lning-1. Läst 15 oktober 2015.
28. ↑  ”Lea och Rakel”. Stiftelsen Ingmar Bergman. http://ingmarbergman.se/verk/lea-och-rakel. Läst 17 oktober 2015.
29. ↑  ”Bruden utan hemgift”. Stiftelsen Ingmar Bergman. http://ingmarbergman.se/verk/bruden-utan-hemgift. Läst 17 oktober 2015.
30. ↑  ”Erik XIV”. Stiftelsen Ingmar Bergman. http://ingmarbergman.se/verk/erik-xiv. Läst 15 oktober 2015.
31. ↑  ”Peer Gynt”. Ingmar Bergman Face to face. http://ingmarbergman.se/verk/peer-gynt. Läst 15 oktober 2015.
32. ↑  ”Misantropen”. Stiftelsen Ingmar Bergman. http://ingmarbergman.se/verk/misantropen. Läst 17 oktober 2015.
33. ↑  ”Värmlänningarna”. Stiftelsen Ingmar Bergman. http://ingmarbergman.se/verk/värmlänningarna-0. Läst 19 oktober 2015.
34. ↑  Ebbe Linde (29 juni 1959). ”Parisisk bulevardteater bland svenska blomster”. Dagens Nyheter:  s. 12. https://arkivet.dn.se/tidning/1959-06-29/11165-172/12. Läst 10 maj 2025.
35. ↑  ”Saken är Oscar! eller En halv million i kappsäcken”. Musik & Teaterbiblioteket. https://calmview.musikverk.se/CalmView/Record.aspx?src=CalmView.Performance&id=PERF14386&pos=7. Läst 10 maj 2025.
36. ↑  Ebbe Linde (16 september 1959). ”'Oscar' på Lilla teatern”. Dagens Nyheter:  s. 36. https://arkivet.dn.se/tidning/1959-09-16/11165-551/36. Läst 10 maj 2025.
37. ↑  Ingvar Holm (16 maj 1960). ”Svag premiär i Malmö”. Dagens Nyheter:  s. 14. https://arkivet.dn.se/tidning/1960-05-16/11165-132/14. Läst 10 maj 2025.
38. ↑  Ingvar Holm (30 juni 1962). ”Slottsteater i Hälsingborg: Fars och förförisk ögonfägnad”. Dagens Nyheter:  s. 9. https://arkivet.dn.se/tidning/1962-06-30/173/9. Läst 27 juni 2018.
39. ↑  Pygmé Musikförlags faktasida om "En kul grej hände på väg till Forum" Arkiverad 6 februari 2016 hämtat från the Wayback Machine.
40. ↑  Barbro Hähnel (10 september 1966). ”Vital 'Dolly' på Oscars”. Dagens Nyheter:  s. 16. http://arkivet.dn.se/arkivet/tidning/1966-09-10/245/16. Läst 20 augusti 2015.
41. ↑  ”Radioprogrammet”. Dagens Nyheter:  s. 14. 7 juli 1951. https://arkivet.dn.se/tidning/1951-07-07/179/14. Läst 19 december 2021.
42. ↑  ”Radioprogrammet”. Dagens Nyheter:  s. 14. 14 juli 1951. https://arkivet.dn.se/tidning/1951-07-14/186/14. Läst 19 december 2021.
43. ↑  ”Radioprogrammet”. Dagens Nyheter:  s. 15. 21 juli 1951. https://arkivet.dn.se/tidning/1951-07-21/193/15. Läst 19 december 2021.
44. ↑  ”TV och radio”. Dagens Nyheter:  s. 31. 19 november 1960. http://arkivet.dn.se/arkivet/tidning/1960-11-19/315/31. Läst 18 mars 2016.